# Cratere Halo
Halo è un cratere lunare situato nella parte nord-occidentale della faccia visibile della Luna.